# 青年特別鍊成所
青年特別鍊成所是臺灣總督府在1944年5月設立的軍事訓練設施，在台灣日治末期為因應徵兵制實施所設置，以鍛鍊身心及為進行軍事徵召的準備。在二戰結束前，臺灣共設有27處青年特別鍊成所。另外，朝鮮日治時期在1942年5月公告徵兵制，並在同年10月公告《朝鮮青年特別鍊成令》。

## 介紹
臺灣總督府在1942年實施陸軍特別志願兵制度，1943年實施海軍特別志願兵制度，但當局為了擴大兵源，在1944年4月19日敕令公布台灣實施徵兵。為了配合徵兵制度，臺灣總督府在1944年4月3日發布《臺灣青年特別鍊成令》，以加強軍事動員及軍事訓練。青年特別鍊成所招收台灣18至21歲的男性，訓練期間為四個月，一年有三梯次，而各鍊成所每梯次收容員額為500人。1945年5月2日公告青年特別練成所官制，5月3日公告第一批的19處青年特別鍊成所。對於未受初等教育者，則先至皇民鍊成所進行國語教育和軍事訓鍊，13歲以上的國民學校畢業生則被要求進入青年學校；在皇民鍊成所、青年學校表現良好的青年，經考核後則會被送入青年特別鍊成所進行服役前的訓練。
青年特別鍊成所內設所長、中隊長、小隊長。教授內容為修身公民科、內務教育、普通學科、教練、和勤勞作業。在四個月的訓練結束後，授予鍊成證。

## 列表
台北州
- 台北第一青年特別鍊成所（台北市大直）
- 台北第二青年特別鍊成所（文山郡坪林庄）
- 台北第三青年特別鍊成所（羅東郡三星庄）（1944年9月改至七星郡士林街）

新竹州
- 新竹第一青年特別鍊成所（竹東郡蕃地井上）
- 新竹第二青年特別鍊成所（竹南郡南庄）
- 新竹第三青年特別鍊成所（大溪郡大溪街）
- 新竹第四青年特別鍊成所（竹東郡峨眉庄）（1945年6月30日設立）

台中州
- 台中第一青年特別鍊成所（能高郡蕃地富士社）
- 台中第二青年特別鍊成所（東勢郡蕃地稍來社）
- 台中第三青年特別鍊成所（豐原郡內埔庄）（1944年9月改至大甲郡外埔庄）
- 台中第四青年特別鍊成所（彰化市南郭）
- 台中第五青年特別鍊成所（台中市樹子腳）（1944年9月設立）
- 台中第六青年特別鍊成所（北斗郡北斗街）（1945年6月30日設立）

台南州
- 台南第一青年特別鍊成所（斗六郡斗六街）
- 台南第二青年特別鍊成所（斗六郡莿桐庄）
- 台南第三青年特別鍊成所（新營郡番社庄）
- 台南第四青年特別鍊成所（台南市桶盤淺）（1944年10月15日設立）
- 台南第五青年特別鍊成所（新營郡番社庄南寮）（1945年6月30日設立）

高雄州
- 高雄第一青年特別鍊成所（鳳山郡鳳山街）
- 高雄第二青年特別鍊成所（屏東郡蕃地三地門社）
- 高雄第三青年特別鍊成所（恆春郡恆春街）（1944年11月20日設立）
- 高雄第四青年特別鍊成所（鳳山郡鳳山街）（1945年6月30日設立）

台東廳
- 台東第一青年特別鍊成所（關山郡蕃地トコバン社）
- 台東第二青年特別鍊成所（台東郡卑南庄）

花蓮港廳
- 花蓮港第一青年特別鍊成所（花蓮郡蕃地南バトラン社）
- 花蓮港第二青年特別鍊成所（花蓮郡吉野庄）